# Birina-See
Der Birina-See (Kroatisch Jezero Birina) befinden sich im Süden Kroatiens, bei der Stadt Ploče auf der rechten Seite der Deltamündung der Neretva in der Gespanschaft Dubrovnik-Neretva.
Der See ist 0,75 km lang und 0,30 km breit. Er hat eine Verbindung zu einem Nebenarm der Neretva und liegt auf Meereshöhe.